# 마저리 위버

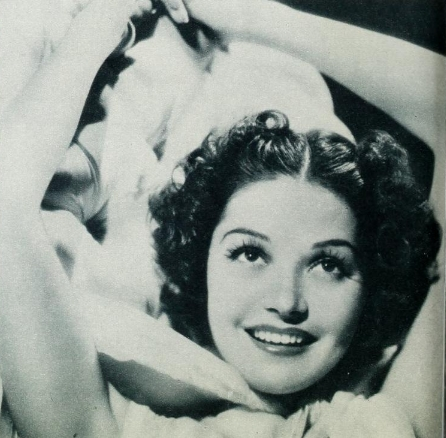

마저리 위버(Marjorie Weaver, 1913년 3월 2일 ~ 1994년 10월 1일)는 미국의 배우, 연극 배우, 영화배우이다.
오스틴에서 사망하였다. 사인은 심근 경색이다.

## 영화
- 레츠 페이스 잇 (1943년)
- 메릴랜드 (1940년)
- 링컨 (1939년)
- 샐리, 아이린 앤 메리 (1938년)
- 온 더 에비뉴 (1937년)
- 희극의 왕 (1936년)
- 1937년의 황금광들 (1936년)